# Kałmen Mendelson
Kałme Mendelson (używał także imienia Kalman oraz konspiracyjnego pseudonimu Kazimierz Madanowski) – podchorąży Wojska Polskiego, jeden z inicjatorów powstania Żydowskiego Związku Wojskowego, w którym miał być odpowiedzialny za departament zajmujący się ewakuacją dzieci żydowskich na „stronę aryjską” (dane kwestionowane).

## Biografia w świetle relacji Mendelsona
Był jednym z pierwszych członków żydowskiego ruchu oporu. Uczestniczył w powstaniu w getcie warszawskim, ranny przedostał się na aryjską stronę, a po wojnie zrelacjonował przebieg walk w getcie.
Kałme Mendelson w 1939 został zmobilizowany w stopniu podchorążego rezerwy i skierowany do służby w 21. pułku piechoty, jednak nie dotarł na czas do jednostki i zamieszkał u rodziny. Po wejściu wojsk niemieckich do Warszawy nie zgłosił się na wezwanie władz niemieckich i uniknął tym samym wywiezienia do oflagu. W listopadzie 1939, wraz z grupą żołnierzy Wojska Polskiego pochodzenia żydowskiego (wśród założycieli byli m.in. Jankiel Lipszyc, Chaim Białoskórnik, Maurycy Apfelbaum, Kolisman Zobelson i Herman Łopato) założył organizację konspiracyjną Świt. Dowódcą organizacji został wybrany Dawid Moryc Apfelbaum. Organizacja wkrótce zmieniła nazwę na Żydowski Związek Wojskowy (ŻZW) i nawiązała współpracę z Korpusem Bezpieczeństwa (KB), podobną organizacją konspiracyjną o charakterze wojskowym działającą po stronie aryjskiej. ŻZW formalnie podporządkował się majorowi Henrykowi Iwańskiemu ps. Bystry.
W ramach ŻZW Mendelson objął Departament Ratujący, zajmujący się przemycaniem z getta warszawskiego i ukrywaniem po „stronie aryjskiej” żydowskich dzieci.

## Kontrowersje
Relacje i fragmenty życiorysu przedstawione przez Mendelsona, zakwestionowali w 2012 roku historycy Dariusz Libionka i Laurence Weinbaum w książce Bohaterowie, hochsztaplerzy, opisywacze. Wokół Żydowskiego Związku Wojskowego.